# Klaviersonate Nr. 30 (Beethoven)

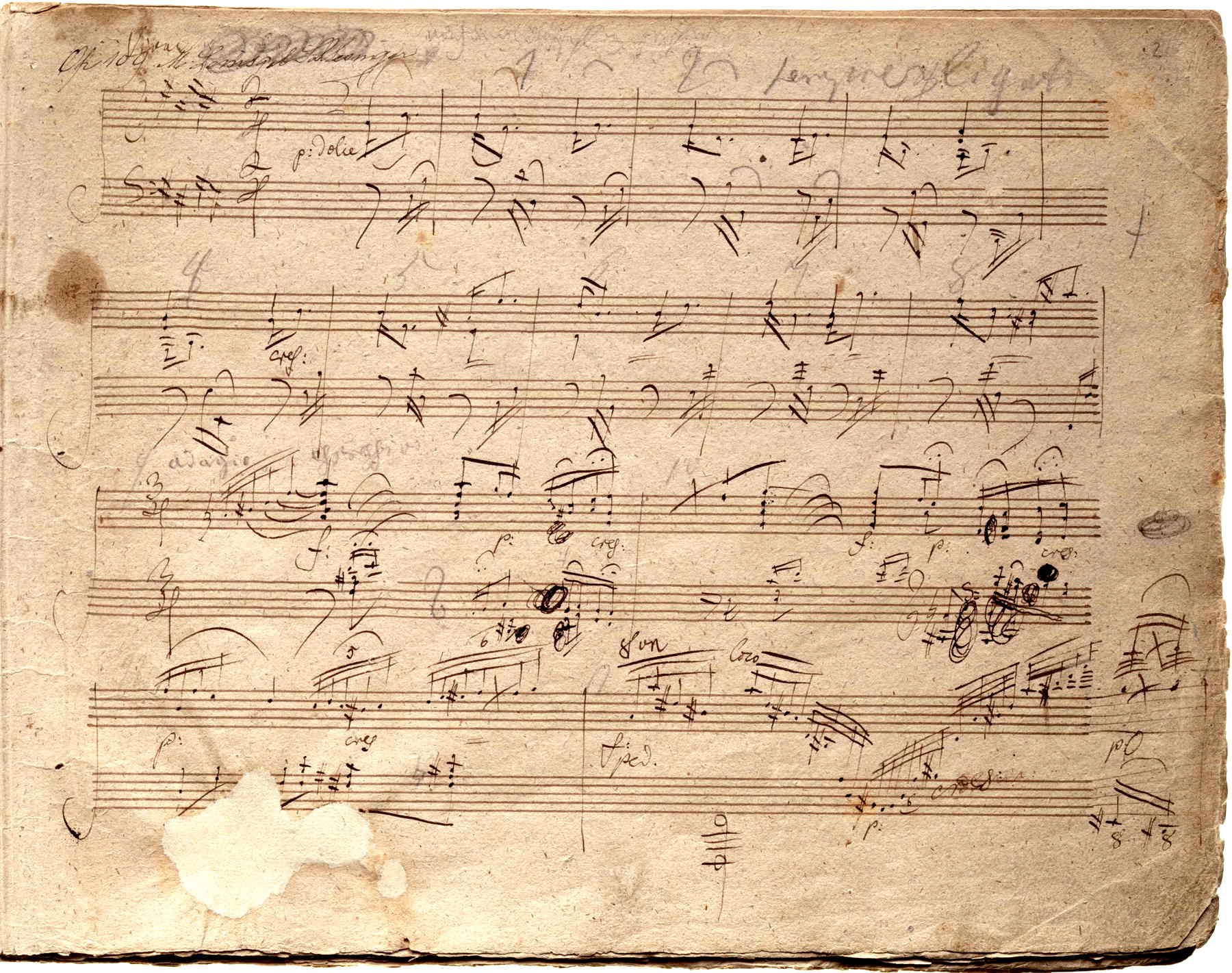
Autograph des Anfangs

Die Klaviersonate Nr. 30 op. 109 in E-Dur aus dem Jahr 1820 ist die drittletzte von Ludwig van Beethovens Klaviersonaten. Nach der gewaltigen Hammerklaviersonate op. 106 kehrte er, längst taub, mit ihr zu kleineren Dimensionen und einem intimeren Charakter zurück. Die Sonate ist Maximiliane Brentano gewidmet, der Tochter von Beethovens langjähriger Freundin Antonie Brentano. Für sie hatte Beethoven 1812 bereits das kleine Klaviertrio B-Dur WoO 39 komponiert.
Musikalisch zeichnet sich das dreisätzige Werk durch einen freien  Umgang mit der überlieferten Sonatenform aus. Sein Schwerpunkt liegt auf dem dritten Satz, einem komplexen Variationensatz wie in op. 111.

## Entstehungsgeschichte

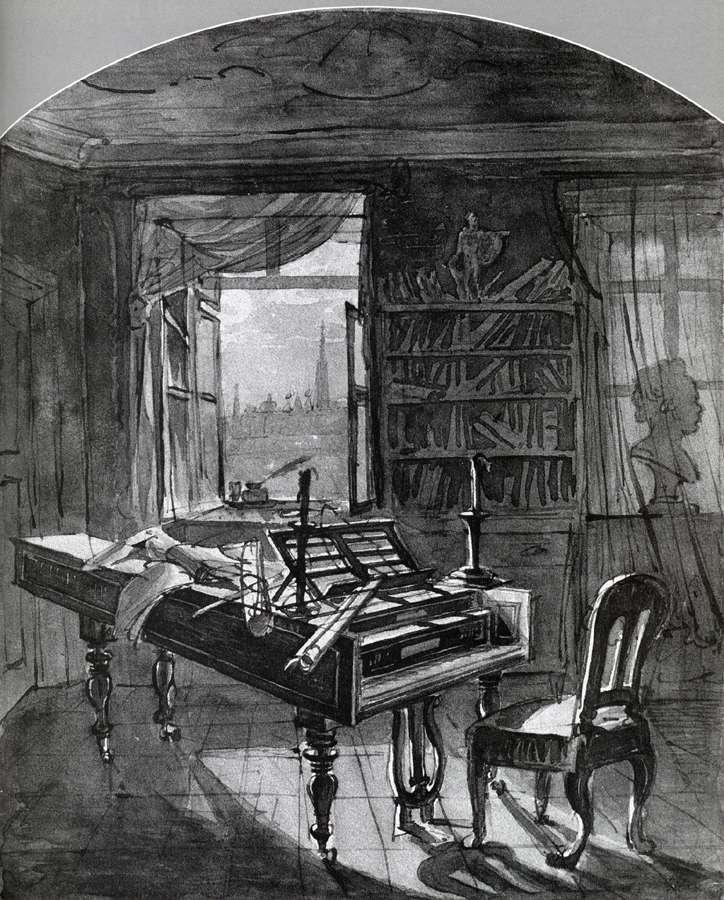
Beethovens Arbeitszimmer (von Johann Nepomuk Hoechle, 1827)

Die kompositorischen Anfänge von op. 109 lassen sich bis in die ersten Monate des Jahres 1820 zurückverfolgen. Sie gingen Beethovens Verhandlungen mit Adolf Schlesinger, dem Verleger seiner letzten drei Sonaten, voraus. In der neueren Forschung wird vermutet, dass Friedrich Starke Beethoven gebeten habe, einen Beitrag für seine Klavier-Anthologie Wiener Pianoforteschule zu verfassen. Beethoven habe die Arbeit an der Missa solemnis unterbrochen. Letztendlich bot er Starke dann allerdings die Bagatellen op. 119, Nr. 7–11 an.

### Spekulationen
In Beethovens Konversationsheft wird im April ein „kleines neues Stück“ beschrieben, das nach William Meredith mit dem Vivace des ersten Satzes von op. 109 identisch ist. Tatsächlich lässt die Anlage des Satzes den Gedanken an eine von fantasieartigen Zwischenspielen unterbrochene Bagatelle „durchaus möglich erscheinen“. Beethovens Sekretär Franz Oliva habe Beethoven dann vorgeschlagen, dieses „kleine Stück“ als Anfang für die von Schlesinger gewünschten Klaviersonaten zu verwenden. Ab 9. Juli habe Beethoven dann relativ schnell die beiden weiteren Sätze komponiert. Sieghard Brandenburg hat die These aufgestellt, dass Beethoven ursprünglich eine zweisätzige Sonate ohne den ersten Satz geplant habe. Einige der den ersten Satz mit den anderen Sätzen motivisch verbindenden Charakteristika wurden anscheinend erst später integriert. Alexander Wheelock Thayer dagegen vertritt die Ansicht, dass der Anfang zu einer Sonate in e-Moll von Beethoven nicht weiterentwickelt wurde und mit op. 109 nichts zu tun habe.
Für den dritten Satz skizzierte Beethoven nach Artaria 195 zunächst sechs Variationen mit anschließender Wiederkehr des Themas, später plante er anscheinend eine Folge von neun Variationen ohne Wiederkehr des Themas. Allerdings sind diese nicht fortlaufend nummeriert und stehen zwischen anderen, fragmentarischen Entwürfen. Der Unterschied im individuellen Charakter der einzelnen Variationen scheint in dieser Fassung geringer zu sein als in der endgültigen Druckfassung, deutet aber nach Kay Dreyfuß schon auf einen „Prozess der Erforschung und Wiederentdeckung des Themas im Entwicklungsstadium“ hin.

### Druck
Es ist nicht abschließend geklärt, ob Beethoven die Sonate bereits im Herbst 1820 oder erst 1821 vollendet hat. In Briefen an seinen Verleger ist zwar schon 1820 von „Fertigstellung“ die Rede; es ist aber unklar, ob Beethoven hiermit fertige Konzepte, Entwürfe oder eine absendfähige Reinschrift meinte. Die erste Ausgabe wurde von Schlesinger in Berlin im November 1821 veröffentlicht. Sie enthielt noch zahlreiche Fehler, da Beethoven wegen einer Krankheit nicht in der Lage war, ausreichend Korrektur zu lesen. Die Sonate ist Maximiliane Brentano gewidmet, der musikalisch begabten Tochter von Franz und Antonie Brentano. Antonie war möglicherweise die sogenannte „Unsterbliche Geliebte“, an die Beethoven seine Liebesbriefe von 1812 richtete. Das Datum der Uraufführung ist unbekannt.

## Allgemeine Einordnung
Opus 109 ist besonders im Hinblick auf Beethovens Spätwerk, und hier speziell seine wiederum anders gelagerten letzten Klaviersonaten, ihre Abweichungen vom Normmodell der Sonatenform, ihre harmonischen, formalen und anderen Neuheiten beziehungsweise musikalischen Revolutionen sowie ihren eher gesänftigten Charakter zu betrachten.

### Beethovens letzte Sonaten
Opus 109 wird zu einer Gruppe von drei, fünf oder sechs letzten Sonaten Beethovens gezählt, die Teil seines Spätwerks sind. Die unterschiedliche Einteilung rührt daher, dass die Sonaten ab op. 90 formal und von den in ihnen vorherrschenden musikalischen Tendenzen her vielfältig und widersprüchlich sind. Die pianistischen Mittel werden zu schlichter, kammermusikalisch wirkender Zweistimmigkeit reduziert – wie im ersten Satz von op. 110 – oder in rezitativisch gestalteten Partien zum „Verstummen“ gebracht, wie im dritten Satz desselben Werkes. Diese Verfahren kontrastieren mit einer gesteigerten Virtuosität und Erweiterung der Form und auch der Gesamtlänge, wie etwa in der Hammerklaviersonate op. 106. Der Rückerinnerung an den schlichten Stil der frühen, an Haydn erinnernden Sonaten (op. 109) steht mitunter eine „herbe und die Musik des 20. Jahrhunderts vorausnehmende, mitunter durch Dissonanzen geprägte Harmonik gegenüber“. Besonders wichtig werden dabei die Prinzipien der polyphonen Variation, wie im zweiten Satz von op. 109, und damit verbunden der Rückgriff auf barocke Formen, speziell der Fuge oder des Fugatos. Extreme Lagespannungen zwischen Bass und Diskant, ein Auflösungsprozess in immer kleinere Notenwerte (wie in der sechsten Variation von op. 109) und die Auflösung in Klangflächen aus langen Trillern (Var. sechs op. 109 und op. 111), Arpeggien, Ostinati und Tremoli gewinnen zunehmend Bedeutung.

### Allgemeine Merkmale
Opus 109 besticht durch seinen intimen, weniger dramatischen Charakter und zeichnet sich durch besondere „Sanglichkeit“, „melodische sowie harmonische Schönheiten“ und Chopin anscheinend „vorausahnende“ Girlanden und Arabesken aus. Wie in vielen Spätwerken Beethovens ist auch in dieser Sonate ein satzübergreifendes Intervall bedeutsam. Hier ist es das besonders konsonante Intervall der Terz. Die Verlagerung des Schwerpunktes auf den Schlusssatz teilt sie, ebenso wie die Auflösung in „reinen Klang“ und den Rückgriff auf ältere, barocke Formen, mit anderen späten Beethovensonaten. Gewisse Ähnlichkeiten zum Anfang der Klaviersonate op. 101 sind vorhanden.

### Tonart
Über den Charakter der einzelnen Tonarten wurde im Laufe der Musikgeschichte viel spekuliert und philosophiert. Oft ist auch angezweifelt worden, ob den Tonarten überhaupt eine Bedeutung zukommt.
Doch gerade in den letzten drei Klaviersonaten, die in gewisser Weise als pianistisches Resümee der Beethovenschen Gedankenwelt gelten dürfen, ist die Wahl der Tonarten mit Sicherheit kein Zufall, sondern wohlbedacht.
Dies wird deutlich, wenn man sich daran erinnert, welche Rolle die Tonarten in Beethovens einziger Oper Fidelio spielen. C-Moll und C-Dur stehen dort für das Böse und das Gute, für Tyrannei und Freiheit, für Finsternis und Licht, ja für Hölle und Himmel. Wie in der Oper oder auch schon in der 5. Sinfonie wählt Beethoven in seiner letzten Sonate op. 111 diese beiden Tonarten, um ein weiteres Mal sein Motto „durch Nacht zum Licht“ zu verkünden, und zwar im Sinne einer Aufforderung an die Menschheit, das Böse in der Welt zu besiegen und eine Welt zu schaffen, in der „alle Menschen Brüder“ werden. Die Widmung dieser Sonate an Erzherzog Rudolph mag sogar den direkten Appell an eine politische Instanz beinhalten, sich für eine Befreiungsbewegung einzusetzen.
As-Dur ist in der Oper die Tonart des im Kerker schmachtenden Florestan, mit dem sich Beethoven vermutlich in der As-Dur-Sonate op. 110 identifiziert. Dies wird geradezu zwingend nahegelegt durch den einfachen Umstand, dass diese Sonate als einzige keine Widmung trägt, also restlos in Beethovens Besitz verbleibend sich mit dessen ureigenstem Inneren beschäftigt.
E-Dur schließlich ist in der Oper die Tonart der Leonore, die sich im E-Dur-Teil ihrer großen Arie in heldenhaftes Pathos liebender Selbstaufopferung hineinsteigert. Die Idee der Erlösung durch das „ewig Weibliche“ (Goethe) spiegelt sich sicher auch in der mysteriösen „unsterblichen Geliebten“ Beethovens wider. Vor diesem Hintergrund kann es kaum ein Zufall sein, dass die Sonate op. 109, die dem „Fräulein Maximiliana Brentano gewidmet“ ist, in der Tonart E-Dur steht.

### Abweichungen vom Normmodell
Opus 109 weicht in mehrfacher Hinsicht vom „Standardmodell“ der Sonate ab. Das Werk scheint trotz formaler Dreisätzigkeit eher auf einer „ausbalancierten Zweisätzigkeit'“ zu beruhen. Dabei wird der erste Satz durch überhängendes Pedal mit dem scherzohaften Prestissimo verbunden. Auch die interne Gestaltung des ersten Satzes beruht weniger auf Verarbeitung als auf der kontrastreichen Gegenüberstellung von schnell und langsam, piano und forte sowie Dur und Moll. Dabei übernimmt der zweite Satz noch eher die Funktion der eigentlich dem ersten Satz zugedachten Sonatenhauptsatzform. Der dritte Satz ist dann in der – der Sonate eigentlich fremden – Form von Thema und Variationen angelegt. Dabei übernimmt das Thema des dritten Satzes die Rolle des langsamen Satzes, der im Standardmodell der Sonate meist an zweiter Stelle steht. Obwohl die Sonate formal dreisätzig ist, wird sie wegen des Übergangs zwischen dem ersten und zweiten Satz ohne Pause sowie der starken Abgrenzung des dritten Variationensatzes in manchen Musikführern oder auf Audioaufnahmen als zweisätzig bezeichnet. Die Musikwissenschaftler Jürgen Uhde, Richard Rosenberg, Udo Zilkens und Carl Dahlhaus gliedern das Werk in ihren ausführlichen Analysen jedoch in drei Sätze.

## Musikalische Analyse
Die drei Sätze der Klaviersonate Nr. 30 heißen:
- Vivace ma non troppo / Adagio espressivo, E-Dur, 2/4-Takt
- Prestissimo, e-Moll, 6/8-Takt
- Gesangvoll, mit innigster Empfindung, E-Dur, 3/4-Takt

Die Aufführungsdauer beträgt etwa 20 Minuten, von denen der langsame dritte Satz mehr als die Hälfte einnimmt. Insgesamt ist die Sonate durch eine reichhaltige Melodik und interessante, komplexe Harmonik geprägt.

### Erster Satz

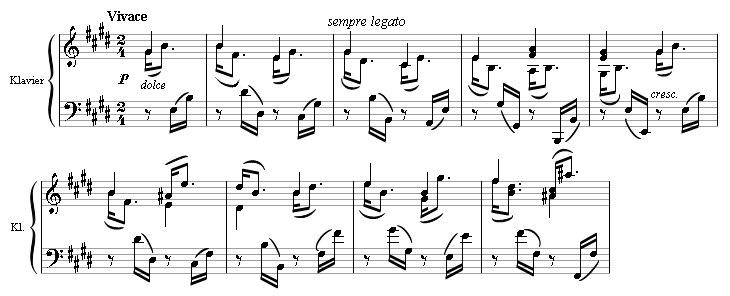
Takt 1–8 des ersten Satzes

Der erste Satz spiegelt das starke Interesse wider, das Beethoven in dieser Schaffensperiode an Strukturen entwickelte, welche parenthetisch von kontrastierenden Abschnitten eingeschlossen sind. Dieselbe Tendenz lässt sich in der nahezu gleichzeitig entstandenen Missa solemnis und den auf op. 109 folgenden Klaviersonaten feststellen.

Einem lyrisch-bewegten Durabschnitt im piano und Vivace-Tempo wird nach nur acht Takten ein fantasieartiges, von Arpeggien geprägtes dramatisches Adagio in Moll und im forte (T. 9–15) gegenübergestellt. Auch rein harmonisch gesehen ist der Gegensatz der beiden Teile mit klarem Dur im ersten Teil und extrem gespannten verminderten Septakkorden kaum klarer herauszuarbeiten. 

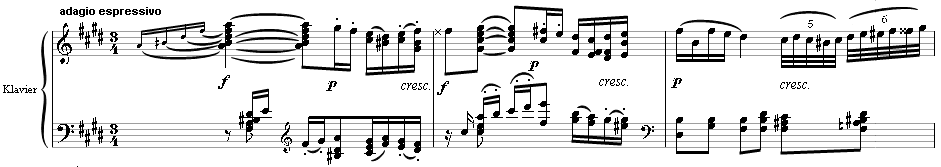
Takt 9 bis 11 des ersten Satzes

Takt acht führt die in der Sonatenhauptsatzform zur Hinleitung auf eine neue Themengruppe übliche Kadenzierung auf der Dominanten H-Dur nicht vollständig durch. Auch die Takte 9–15 vermeiden die Kadenz, welche erst in Takt 15 erfolgt. Es erscheint deshalb gerechtfertigt, dem ersten Satz das Formschema A1 – B1 – A2 – B2 – (A+B) zu geben. Charles Rosen und andere interpretieren den ersten Satz dennoch im Sinne der Sonatenhauptsatzform. Sie sehen hierbei in A1 und B1 das erste und zweite Thema der Exposition verwirklicht, betrachten A2 und B2 als Durchführung und (A+B) als Coda. Dieser Analyse widerspricht allerdings der Umstand, dass es im ersten Satz keine wirkliche Reprise der konstatierten Exposition gibt. 

Beginn von Formteil A2 in Takt 22 bis 27 des ersten Satzes

Richard Rosenberg konstatiert zwar die Dreigliederung der Sonatenform, kann aber innerhalb der Exposition selber keine sonatengemäße Themen-Dualität feststellen. Er sieht eher eine Korrespondenz zwischen den Oberstimmen von Vivace und Adagio und der Bassstimme des Vivace (E – Dis – Cis – H – A – Gis – H – E) sowie der Mittelstimme der linken Hand des Adagios (Dis – E – Fis – Gis – A – Cis – Dis – E).
Formteil A2 (T. 22–57) durchschreitet relativ schnell entfernte Tonarten. Obwohl dies für Durchführungen typisch ist, erscheint es fraglich, ob die Steigerung über die sukzessive, mehr als zweioktavige Erhöhung des Spitzentones jedes Taktes von Gis1 (T. 26) bis zu H3 (ab T. 42) allein als Verarbeitung des Themas interpretiert werden kann. B2 stellt keine einfache Transposition von B1 dar. Der Abschnitt ist teilweise, vor allem ab Takt 63, anders gestaltet und führt zusätzlich in die extrem entfernte Tonart C-Dur. In der Unisono-Passage von Takt 63–66 wird nochmals die erwähnte Bedeutung der Terz deutlich.

Vivace von Opus 79 – und Vereinfachung nach Richard Rosenberg

Der fünfte Unterabschnitt (für Rosen die Coda) synthetisiert dann die Teile A und B. Hierbei repräsentiert Takt 66–74 Abschnitt A, während Takt 75–85 mit seinen blockartigen Akkordstrukturen Abschnitt B – ohne dessen Girlanden – darstellt. Mit dem mehrmals fallenden Schritt Cis – H (später C – H) in Takt 89–92 wird gleichzeitig eine Brücke zum nachfolgenden Prestissimo gebaut, in welchem der gleiche große und kleine Sekundschritt auch wesentliche Bedeutung beibehält.
Jürgen Uhde und Richard Rosenberg sehen gewisse Ähnlichkeiten zwischen den Vivaces der Klaviersonaten op. 79 und op. 109.

### Zweiter Satz
Das stürmische e-moll-Prestissimo wurde schon als eines der sangbarsten Prestissimi Beethovens bezeichnet. Das erste, hauptsächlich aus sprunghaft aufsteigenden Dreiklangstönen bestehende Thema (T. 1–8) wird – wie im ersten Satz – durch einen schrittweise fallenden Bass gestützt und Takt 9–24 in freier Form weitergeführt. Die Takte 25–32 modulieren mit einer unisono einsetzenden Episode zum zweiten Thema (ab T. 33) in der Dominanten h-moll; diese Tonart wird freilich erst T. 41/42 wirklich erreicht (und sofort wieder verlassen), vorher hält sich das Thema im Doppeldominantseptklang auf. Das zweite Thema nimmt dabei seinen Ausgang von einer Umkehrung des sequenzierten Motivs aus T. 9/10; der sonst übliche Kontrast zwischen erstem und zweitem Thema ist hier also völlig verschleiert. Die Schlussgruppe (T. 43–65) bestätigt nach weiteren Modulationen die Dominanttonart h-moll durch eine Kadenz. Eine Rekapitulation des ersten Themas in h-moll (T. 66–69) führt zur äußerst kurzen Durchführung (T. 70–104), die ausschließlich die absteigende Basslinie des ersten Themas in verschiedenen Kanontechniken verarbeitet (enggeführte Imitation und Umkehrung). Ein Tremolo-Orgelpunkt leitet zu einer Beruhigung über, diese mündet in eine Fermate, nach der überraschenderweise nichts Neues kommt, sondern die Durchführung im Charakter unverändert noch etwas weitergeführt wird; erst acht Takte später setzt völlig unvermittelt nach einem pianissimo-Fis-Dur (der Doppeldominanten zur Grundtonart) die Reprise in e-moll ein (ab T. 105). Im ersten Thema sind Ober- und Unterstimme vertauscht; im Übrigen läuft die Reprise genau wie die Exposition ab, abgesehen von leichten Änderungen in den Proportionen: T. 9–24 haben keine Entsprechung in der Reprise, dafür sind 120–131 und 132–143 im Vergleich zu ihren Gegenstücken in der Exposition jeweils um vier Takte verlängert. Das zweite Thema (T. 132–143) steht nun in der Tonika. Die Schlusskadenz führt in eine kurze, sich energisch vom piano zu fortissimo-Akkordschlägen steigernde Coda.

### Dritter Satz

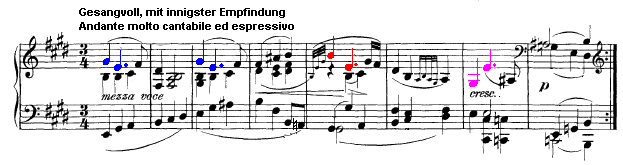
Die ersten 8 Takte des Themas. (Das Terzintervall ist blau, die Quinte rot und die Sexte lila.)

Dieser besteht aus einem Thema mit charakterlich und klaviertechnisch unterschiedlichen Variationen.

#### Thema
Das gesangvolle Thema hat mit seiner Punktierung und Betonung der zweiten Zählzeit einen sarabandenhaften Charakter. Der „würdevolle, nachdenkliche Ausdruck wird durch den Nachdruck auf den Grundton E bestärkt“. Dieser wird in den Takten 1 und 3 durch die absteigende Terz und später durch andere, harmonisch gespanntere Intervalle wie die absteigende Quinte in Takt 5 und die Sexte in Takt 7 angesteuert. Die ersten zwei Takte sind in den ersten 8 Takten in Varianten gegenwärtig. Takt 1–2 und 5–6, sowie 3–4 und 7–8 beruhen dabei auf zwei gemeinsamen Grundreihen Gis – E – Dis – H, sowie Gis – E – Fis – Ais – H. 

Grundreihen des Themas nach Jürgen Uhde

 Der Bass steigt in Takt 1–4 um eineinhalb Oktaven auf und bildet somit einen Gegensatz zum Bass der ersten beiden Sätze sowie zu dem Thema, das sich in einem relativ engen Tonumfang bewegt. Takt 9–16 führen das Thema auf der Dominanten H fort. Die Begleitung wird hierbei von Einzeltönen zu Zwei- und Dreiklängen erweitert und führt damit in die vollgriffige Begleitform von Variation 1 über.

#### Variation 1

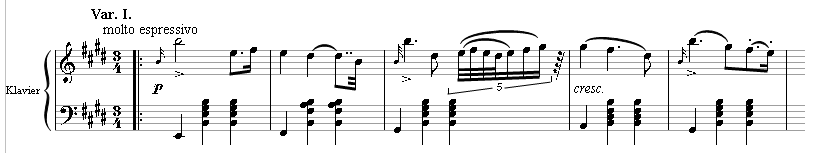
Takt 1–5 der Variation 1

Diese behält das Tempo des Themas bei. Sie ist im Gegensatz zum Quartettsatz des Themas eher klaviermäßig gesetzt. Die Melodie ist allerdings um eine Oktave nach oben verlegt. Sie wirkt dabei leidenschaftlicher und bewegter und hat die Form eines „zeremoniellen Walzers“ Mit ihren Begleitformeln der linken Hand, den „Girlanden“ (z. B. in Takt 3) und der differenzierteren Dynamik erinnert sie, besonders in der linken Hand, schon an manche spätere Kompositionen Frederic Chopins oder Debussys Prelude Danseuses de Delphe.

#### Variation 2

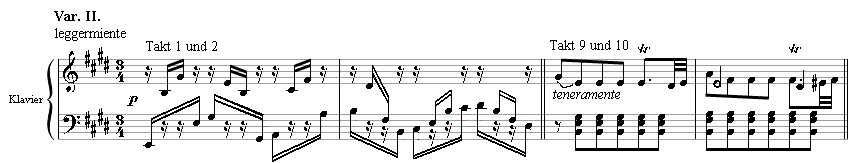
An das Vivace erinnernder Teil A (Takt 1 und 2), sowie Teil B (Takt 9 und 10)

Die zweite Variation schlägt ein schnelleres Tempo an. Man kann sie in die Abschnitte A – B – A' – B – A' gliedern. Der erste Abschnitt (Takt 1–8) erinnert auffällig an das Vivace des ersten Satzes. Der kurze Abschnitt B (Takt 9–12) betont dann zu in Achteln repetierten Akkorden der linken Hand wieder nachdrücklich das Intervall der Terz. Diese wird dabei jeweils durch einen Triller zusätzlich hervorgehoben. A’(Takt 13–24) überträgt das rhythmische Muster aus Takt 1–8 auf Akkordblöcke, die zwischen linker und rechter Hand wechseln; ab Takt 17 wird das Muster A in extrem erhöhter Lage angewendet. Nach einer Wiederholung von B (Takt 17–20) auf der Dominantstufe beschließt A' die Variation.

#### Variation 3

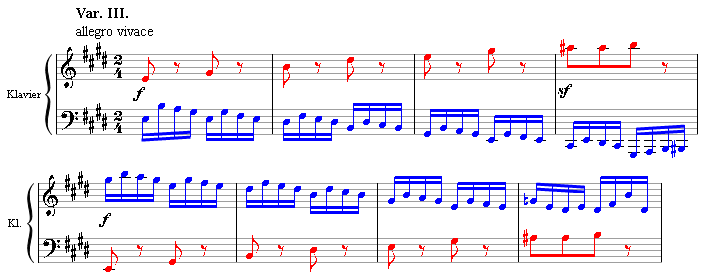
Takt 1–8 der Variation 3

Ab Variation 3 wird der Klaviersatz zunehmend kontrapunktisch verdichtet. Die Taktarten des anfänglichen 3/4-Taktes wechseln häufig (2/4, 9/8). Variation drei erinnert stark an eine zweistimmige Invention Johann Sebastian Bachs. Ein viertaktiges, hauptsächlich auf Terzen aufgebautes Thema wird von einer sequenzierenden Sechzehntelfigur begleitet. In Takt 5–8 sind die Lagen mit dem nun im Bass erscheinenden Thema dann vertauscht, in Takt 9–16 wird dieses Modell unter Anwendung von aufsteigenden Sekunden beibehalten. Der von durchgehenden Sechzehnteln geprägte Charakter der Variation wird auch hier unter Verwendung von Oktavgriffen in der jeweils anderen Hand beibehalten.

#### Variation 4

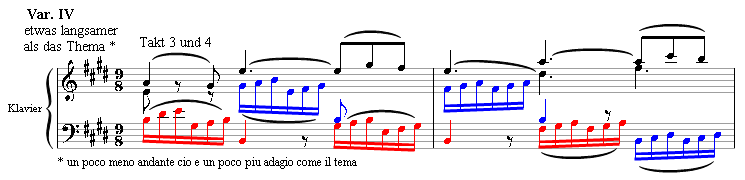
Imitation in Takt 3 und 4 der vierten Variation

Variation 4 beruht am Anfang auf dem imitierenden Einsatz von vier nacheinander in verschiedenen Registern (Lagen des Klaviers) einsetzenden Stimmen. Die Struktur und klangliche Dichte ist damit gegenüber der Zweistimmigkeit von Variation 3 natürlich erhöht. Aber schon ab Takt 6 wird das strenge barocke Modell freier interpretiert und zunehmend verlassen. Das Tempo ist gegenüber der vorherigen Variation etwas zurückgenommen. Von Takt 11 bis zum Ende der Variation beherrscht wieder akkordische Setzweise mit Betonung auf den Spitzentönen und einem abschließenden Arpeggio (T. 14–18) die Variation. Bezeichnenderweise gibt Beethoven dabei in den eher barock gehaltenen Abschnitten deutlich weniger dynamische Anweisungen und Differenzierungen als in Takt 11–17.

#### Variation 5 (Allegro ma non troppo)
Nach Variation 4 verlässt Beethoven die Bezeichnung Variation 1, 2, 3, …, und stellt den folgenden Abschnitten nur noch allgemeine Tempoangaben wie „Allegro ma non troppo“ oder „tempo primo del tema (Tempo des ersten Themas)“ voran. Die Gründe dafür sind ungeklärt. Trotzdem hat es sich in der Musikwissenschaft durchgesetzt, diese Teile als Variation 5 oder auch 5 und 6 zu benennen.

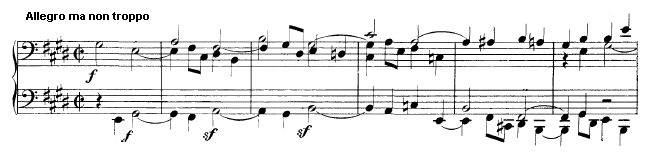
Polyphoner Anfang der Variation 5 mit engen, fugenmäßigen Einsätzen der Stimmen

 Die von rhythmischer Energie durchdrungene Variation 5 verwirklicht zumindest anfangs das strenge Modell einer komplexen mehrstimmigen, choralartigen Fuge. Sie kann damit als polyphoner Höhepunkt der Variationenfolge gelten. Doch schon ab Takt 9 wird die „schulmäßige“ Strenge zugunsten durchlaufender Achtel der linken und rechten Hand in extremen Lagen verlassen. Akkorde und Terzgriffe ersetzen ab Takt 16 zunehmend die anfänglich fast rein kontrapunktische Struktur.

#### Variation 6
Am Anfang dieser Variation steht – in extremem Gegensatz zu Energie und Bewegtheit der vorherigen – eine von Beethoven mit „cantabile“ bezeichnete viertaktige Passage im piano und Tempo des Ursprungsthemas (tempo primo del tema) in langsamen Vierteln. 

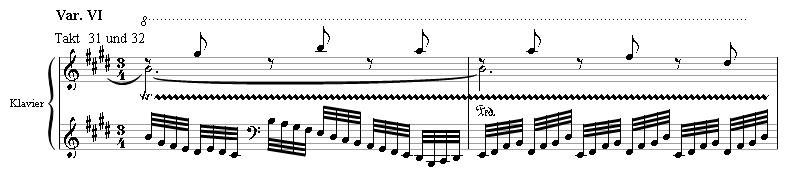
Weit auseinander klaffende Register in Takt 30 und der letzten Variation

 Ihr statischer und ruhiger Charakter wird durch das Beharren auf dem Spitzenton H betont. Zum Abschluss der Sonate intensiviert Beethoven im Folgenden fast alle musikalischen Parameter bis zum Äußersten. Die Notenwerte gehen rhythmisch intensivierend von Vierteln über Achtel, Achteltriolen, Sechzehntel bis zu Zweiunddreißigsteln über. Lagenmäßig wird dieser Abschnitt durch ein Auseinandertreten von extrem hohen, markanten Spitzentönen und tiefen Basstönen intensiviert. Dazu treten als weiteres Steigerungsmerkmal ab Takt 12 langgezogene Triller in beiden Händen und ab Takt 17 rasende Arpeggien und Sequenzen der Oberstimme. Die letzten 16 Takte wiederholen – als wäre nichts geschehen – das schlichte Anfangsthema.

### Satzübergreifende Elemente

Ähnlichkeiten von Kernelementen (nach Uhde) zwischen ersten und drittem Satz

Manche Musikwissenschaftler sehen im ersten und zweiten Satz schon Motive, Tonleiterausschnitte, rhythmische Modelle und typische Wendungen angedeutet, die erst im dritten Satz verwirklicht werden. Jürgen Uhde sieht etwa die Sätze eins und zwei nicht als vollgültige „für sich allein bestehende Formgebilde“. Stattdessen „kündigten sie, oft im Verborgenen oder in Umschreibungen, bereits das Thema des dritten Satzes als eigentliches Ziel der gesamten Sonate an.“ So seien im Detail die im Notenbeispiel dargestellten Ähnlichkeiten zwischen erstem und drittem Satz konstruierbar. Auch zwischen dem zweiten und dritten Satz sieht Uhde Parallelen.
Richard Rosenberg konzentriert sich in seinen „Reduktionen“ vermehrt auf die Gemeinsamkeiten der den einzelnen Sätzen zugrundeliegenden Bass- und Mittelstimmen. Ausgehend von dem im Kapitel zum ersten Satz gezeigten Notenbild reduziert er die Bassverläufe der einzelnen Sätze auf ein wesentliches, in Sekunden abschreitendes und am Ende in Terzen aufschreitendes Grundmodell (siehe Notenbeispiel).

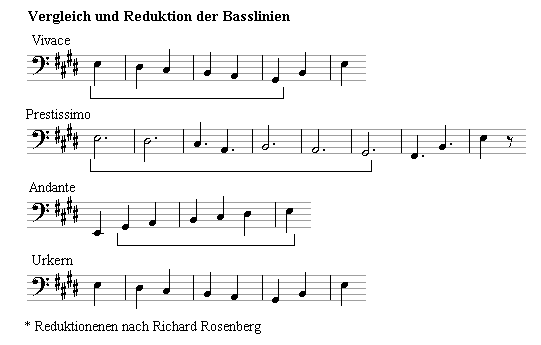
Ähnlichkeiten von Kernelementen (nach Rosenberg) zwischen ersten und drittem Satz

Diese – an Heinrich Schenkers Ermittlung eines Ursatzes mittels Reduktionsanalyse erinnernde Methode – ist allerdings oft nur mittels etlicher Vereinfachungen und Eliminierungen nicht passender Töne und Elemente möglich. Auf die Gefahr, in kaum miteinander verwandte Abschnitte mittels Überinterpretation Parallelen hineinzudeuten, weisen Uhde und andere auch oft hin.
Die Ausdeutungen Heinrich Schenkers zu Beethovens Werken etwa in Beethoven – die letzten Sonaten sind an Gründlichkeit wohl kaum zu überbieten.
Auch Carl Dahlhaus sieht – obwohl er allerdings der Urzellen-Theorie kritisch gegenübersteht – besonders in den Bassfiguren der ersten beiden Sätze satzübergreifende Elemente in einem „satzübergreifenden thematischen – oder subthematischen Konnex“ verwirklicht.

„Und vom Prestissimo fällt Licht zurück auf das Vivace, wenn man voraussetzt, daß die thematisch-motivische Verknüpfung der Sätze eines Zyklus zu den Bestimmungsmerkmalen von Beethovens Spätstil gehört, daß also ein Sachverhalt, der sich im Vivace erst vage abzeichnet, dadurch, daß er im Prestissimo unverkennbar hervortritt, auch im Vivace an Plausibilität gewinnt.“

## Realisierungen
In Bezug auf die klangliche, dynamische, tempomäßige und agogische Realisierung von op. 109 müssen viele Fragen unbeantwortet bleiben, obwohl Beethoven die genauere Festlegung von Ausführungsparametern, im Gegensatz zu Haydn oder Mozart, weiter vorantrieb.

### Tempo und Ausdrucksanweisungen
Die Ausführungsanweisungen wurden ab op. 90 – teilweise in Italienisch und Deutsch – zunehmend differenzierter und mit vorher unüblichen Ausdrucksbezeichnungen näher spezifiziert. Beethoven war mit den vagen Tempobezeichnungen zunehmend unzufrieden und befürwortete zunehmend exaktere Angaben nach dem neuen Mälzelschen Metronom.

„[…] was mich angeht, so habe ich schon lange daran gedacht, diese widersinnigen Bezeichnungen Allegro, Andante, Adagio, Presto aufzugeben: Maelzels Metronom gibt uns hierzu die beste Gelegenheit.“

Dennoch ist die Hammerklaviersonate die einzige Sonate, in der Beethoven dem Verleger genaue Metronomisierungen zusandte.

„Ich glaube, es fehlen zu der Sonate die Tempos metronomisch, diese werde ich mit nächstem Posttag senden.“

Überlieferte Tempi von Carl Czerny und Ignaz Moscheles waren: 100 und 112 für das Vivace sowie 66 und 72 für das Adagio. Prestissimo und Variationensatz wurden von beiden tempomäßig annähernd gleich genommen.

### Klavierklang
Nachdem Beethoven Cembalo und Clavichord, später Klaviere von Johann Andreas Stein und Anton Walter und ab 1803 einen Flügel von Erard benutzt hatte, bekam er 1818 einen englischen Broadwood-Flügel mit verbessertem Klangvolumen, stärkeren Bässen, leichterem Anschlag und im Diskant besser klingendem Ton geschenkt. Es gibt starke Anhaltspunkte dafür, dass er diese instrumentaltechnischen Vorteile in seinem Spätwerk ab Opus 90 – besonders in der Gegenüberstellung von extrem tiefen Bass- und hohen Diskantlagen und dem häufigen Einsatz von Trillern – vermehrt nutzte.

## Deutungen
Opus 109 hat im Laufe der Zeit viele inner- und außermusikalische, zum Teil lyrisch überhöhte Deutungen erfahren.

### Zeitgenössische Rezeption
Die Reaktionen auf op. 109 zu Beethovens Lebzeiten waren überwiegend positiv und bezogen sich vor allem auf die technische Meisterschaft und den melodiösen Einfallsreichtum des Werkes. So hob die Zeitung für Theater und Musik 1821 besonders die Klassizität gegenüber op. 106 hervor:

„Diese geistreiche Klavierkomposition ist ein neuer Beweis der unerschöpflichen Fantasie und tiefen Harmonie-Kenntniß des herrlichen Tondichters, der in diesem classischen Solo sich auch weniger abschweifende Ideen und exotische Originalität erlaubt hat, als in der vorletzt erschienenen großen Sonate in B-Dur. […] Die Empfindung inniger noch ansprechender ist das reich und neu variierte Thema des gesangvollen Andantes, welches ein zauberischer Reiz der Melodie beseelt.“

Die Allgemeine musikalische Zeitung aus Leipzig schrieb 1824:

„Der erste Satz der Sonate Op. 109 (Anm. gemeint ist das Vivace) […] hat etwas Rührendes und in mehreren Stellen etwas Besänftigendes. […] Das Prestissimo, E-Moll 6/8 Takt, das jetzt folgt und, nach unserem Dafürhalten, sogleich nach dem vorherigen Satze vorgetragen werden muss, soll die Wirkung des Ganzen vollständig seyn, ist ein ganz vorzüglich gelungenes Stück.“

Auch die „höchst sangbare, überaus zarte und liebliche Melodie des Andante“ sowie die Kunstfertigkeit der Variationen wird hervorgehoben:

„Var. 3 Allegro vivace 2/4 Takt, kann man nicht genug loben […] Gewiss, dieser kleine Satz (Anm.: gemeint ist Var. 5) mit seiner ernsten Physiognomie im sogenannten galanten Styl, enthält, in den engen Grenzen, die ihm gesteckt sind, so viele Beweise von des grossen Meisters Kunstgewandtheit, als manche seiner ausgeführten strengen Fugen kaum aufzuweisen haben.“

Adolph Bernhard Marx, einer der angesehensten Musikwissenschaftler des 19. Jahrhunderts, konstatierte 1824 den „Wechsel zwischen präludiumsartigen Teilen in den Vivace-Abschnitten und dem Adagio“, und kritisierte allerdings:

„Rescent muss aber gestehen, daß er in diesem ganzen ersten Satze keine leitende Idee gefunden hat; […] Im ganzen Satze liegt auch in der That so etwas Verhaltenes und trotz der lieblichen Stellen, etwas Unbefriedigendes.“

Für das Prestissimo und das Andante fand er allerdings lobende Worte.

### Erste Aufführungen
Die ersten Pianisten, die es sich zur Aufgabe machten, die letzten Beethovensonaten – und somit auch op. 109 – dem Publikum nahezubringen, waren Franz Liszt, der sie zwischen 1830 und 1840 regelmäßig in sein Programm nahm, und Hans von Bülow, der sogar mehrere der späten Sonaten an einem Abend vortrug.

### Heutige Deutungen
Der bekannte Pianist und Autor Paul Badura-Skoda schrieb speziell über Opus 109:

„Die Musik ist eine Frau, einer Frau ist die Musik zugedacht. – Verweile doch, du bist zu schön, scheint die verschwiegene Botschaft zu heißen. Der Grundton E verweilt in der ganzen Sonate. […] Ruht die Harmonie auf weite Strecken, so gilt alle Liebe und Sorgfalt den Girlanden, der Ausschmückung der Melodie […] So wandelbar die Wertung des Wortes Schönheit auch sein möge. […] In keiner Sonate hat Beethoven ihr Füllhorn reicher ausgestreut.“

Widmungsträgerin von Opus 109 – Maximiliane von Brentano

Der Musikkritiker Joachim Kaiser schrieb zu Opus 109 einerseits:

„Sensible Interpreten machen die E-Dur-Sonate zum Sinnbild eines immer inniger, immer sublimer, immer unumschränkter herrschenden melodischen Glückes.“

Andererseits betonte er den Gegensatz zu den eher dramatischen und exzessiven Nachbarn Op. 106, 110, und 111:

„In dieser melodieerfüllten Sonate verlangt Beethoven immer wieder espressivo oder dolce. Und der gewichtigste Satz, das Variations-Finale, soll mit „innigster Empfindung“ vorgetragen werden. Folgt den Eruptionen der Hammerklaviersonate nun ein beinahe unangefochtenes, kaum von Herbheiten und polyphonen Kraßheiten behelligtes, lyrisches Bekenntnis? Versöhnt Opus 109 die Spannungen, die in Opus 101 noch zwischen unendlicher Melodie und heftigem Entschlossenheitskult bestanden?“

Der Pianist Anton Kuerti schrieb:

„Hier werden wir Zeugen der Improvisation des Meisters mit sehr einfachem Material, hauptsächlich Arpeggios, und tatsächlich […] müsse sich der Virtuose mit inspirierter Überzeugung Beethoven am Klavier improvisierend vorstellen, besonders in der Rekapitulation, wo einige der Harmonien sonst einen ungeschickten, fast zu schlichten Charakter annehmen könnten.“

Über den dritten Satz schrieb er:

„Aller Aufruhr ist hinter uns, und wir werden von einer einerseits heiteren, andererseits aber auch kraftvollen Musik umhüllt. Die Behandlung der nachfolgenden Variationen ist ganz frei und bedient sich wechselweise einiger Fragmente der Melodie, Harmonie und des Rhythmus’ des Themas.“

### Skizzen
- Staatsbibliothek preußischer Kulturbesitz in Berlin: Artaria 195 und 197.
- Grasnick 20b und Konversationshefte Band 11. (Anfang April bis etwa 14. April 1820) fol. 76, K. H. Köhler und D. Beck: Ludwig van Beethovens Konversationshefte, Band II. S. 56 und Abb. vor S. 81. Staatsbibliothek zu Berlin
- BH 107. Beethoven-Haus Bonn
- A 47. Gesellschaft der Musikfreunde in Wien[61]

### Autograph
- Library of Congress Washington.
- Gesellschaft der Musikfreunde Wien (überprüfte Abschrift)[61]

### Noten
- Klaviersonate Nr. 30: Noten und Audiodateien im International Music Score Library Project